# Montsûrs
|  | Per a altres significats, vegeu «Montsûrs (municipi delegat)». |

Montsûrs és un municipi francès situat al departament de Mayenne a la regió de País del Loira. L'any 2019 tenia 2138 habitants. Va ser creat l'1 de gener de 2019 amb la unió dels municipis de Deux-Évailles, Montourtier, Montsûrs, Saint-Céneré i Saint-Ouën-des-Vallons. Per la comuna passa el riu Jouanne.